# Bahnhof Episcopia Bihor

Der Bahnhof Episcopia Bihor ist ein Grenzbahnhof zu Ungarn im gleichnamigen Stadtteil der rumänischen Stadt Oradea.

## Lage
Der Bahnhof befindet sich etwa sieben Kilometer nordwestlich der Innenstadt von Oradea, der Hauptstadt des Kreises Bihor, sowie in sieben Kilometern Entfernung zur ungarischen Grenze. Durch ihn verlaufen die Bahnstrecken Püspökladány–Oradea und Oradea–Valea lui Mihai; zur Bahnstrecke Arad–Oradea zweigt im Bahnhof eine Verbindungskurve ab. Der grenzüberschreitende Verkehr auf der Bahnstrecke Sáránd–Episcopia Bihor wurde nach dem Zweiten Weltkrieg nicht wieder aufgenommen und die Strecke bis ins ungarische Nagykereki anschließend abgebaut.

## Betrieb
Episcopia Bihor ist nach dem bedeutenderen Bahnhof Oradea auch ein Halt von Nachtzügen zwischen Cluj Napoca und Wien sowie Brașov und Budapest, außerdem eines Schnellzuges zwischen Cluj Napoca und Szolnok. Zudem halten Nahverkehrszüge nach Jibou, Valea lui Mihai, Satu Mare sowie grenzüberschreitend Püspökladány in Episcopia Bihor.